# 鐘淵化学硬式野球部
鐘淵化学硬式野球部（かねがふちかがくこうしきやきゅうぶ）は、兵庫県高砂市に本拠地を置き、日本野球連盟に加盟していた社会人野球の企業チームである。1978年から休部し、1992年限りで解散した。
運営母体は、化学メーカーの鐘淵化学工業。

## 概要
鐘淵紡績の高砂工業所を拠点に、『鐘紡高砂硬式野球部』として戦前より活動していた。
1947年、都市対抗野球に初出場すると、準決勝で大会史上3例目となる全員安打を記録し決勝まで駒を進めるが、大日本土木に敗れ準優勝に終わった。
1949年9月1日、企業再建整備計画の認可に基づき、母体の非繊維事業が鐘淵紡績から鐘淵化学工業として独立。それに伴い、チーム名を『鐘淵化学硬式野球部』に改称した。
1950年の都市対抗野球ではチーム名改称後初出場を果たす。1955年の都市対抗野球では再び決勝まで進出するも以前の母体であった鐘淵紡績が保有する全鐘紡に敗れ準優勝に終わった。
1957年にチーム名を『鐘化カネカロン硬式野球部』に改称したが、1966年にチーム名を再度『鐘淵化学硬式野球部』に戻した。
1974年に同年から開催された日本選手権で初出場を果たすと、翌1975年の日本選手権で初優勝を果たす。
1977年11月、母体の業績悪化のため休部が発表された。その後活動再開することなく、1992年2月に正式に解散が発表された。

## 沿革
- 戦前 - 兵庫県加古郡高砂町にある鐘淵紡績の高砂工業所を拠点に『鐘紡高砂』として創部。
- 1947年 - 都市対抗野球に初出場（準優勝）。
- 1949年 - 母体の非繊維事業が鐘淵化学工業として独立したため、チーム名を『鐘淵化学』に改称。
- 1951年 - 第1回日本産業対抗野球大会で優勝。
- 1954年 - 市町村合併により7月1日から本拠地が兵庫県高砂市に変更。
- 1955年 - 都市対抗野球で準優勝。
- 1957年 - チーム名を『鐘化カネカロン』に改称。
- 1966年 - チーム名を『鐘淵化学』に改称。
- 1974年 - 日本選手権に初出場（2回戦敗退）。
- 1975年 - 日本選手権で初優勝。
- 1977年 - シーズン終了後に休部。
- 1992年 - 2月に正式に解散。

## 主要大会の出場歴・最高成績
- 都市対抗野球大会：出場17回、準優勝2回（1947、1955年）
- 社会人野球日本選手権大会：出場3回、優勝1回（1975年）
- 日本産業対抗野球大会：優勝1回（1951年）
- JABA東京スポニチ大会：優勝1回（1957年）
- JABAベーブルース杯争奪大会：優勝1回（1950年）
- JABA京都大会：優勝1回（1957年）
- JABA伊勢・松阪大会：優勝3回（1950、1951、1952年）

## 主な出身プロ野球選手
- 小林章良（内野手） - 1943年に朝日軍に入団。
- 山根俊英（投手） - 1950年に毎日オリオンズに入団。
- 青山浩（外野手） - 1953年に国鉄スワローズに入団。
- 鈴木実（投手） - 1953年に読売ジャイアンツに入団。
- 増田浩（内野手） - 1956年に阪急ブレーブスに入団。
- 谷川勉（捕手） - 1961年に阪神タイガースに入団。
- 谷村智博（投手） - 1970年ドラフト1位で阪神タイガースに入団。
- 井本隆（投手） - 1972年ドラフト3位で近鉄バファローズに入団。
- 春日祥之輔（外野手） - 1974年ドラフト5位で太平洋クラブライオンズに入団。
- 宮田典計（投手） - 1975年ドラフト3位で阪神タイガースに入団。

## 元プロ野球選手の競技者登録
- 大崎昭夫（元：阪急ブレーブス） - 投手→退団
- 大根晃（元：大阪タイガース） - 投手→退団
- 高橋敏（元：阪急軍） - 外野手→退団
- 中村徳次郎（元：大阪タイガース） - 内野手→退団
- 松浦三千男（元：大阪タイガース） - 投手→退団

## かつて在籍していた主な監督・選手
- 大河賢二郎 - 選手・監督として在籍。
- 藤村雅美 - 選手として在籍。大阪ガスに移籍。